# Compal Electronics
Compal Electronics — тайваньский контрактный производитель ноутбуков и другой компьютерной техники. Занимал 420-е место в списке Fortune Global 500 и 1522-е место в списке Forbes Global 2000 за 2023 год.

## История
Компания основана в июне 1984 года. В 1990 году акции Compal Electronics были размещены на Тайваньской фондовой бирже.
В 2003 году был открыт первый завод в материковом Китае, в Куньшане. В 2010 году началось строительство завода в Чэнду (Сычуань, КНР), а в 2011 году — в Чунцине.
В 2014 году частично контролируемая компания Compal Communications была поглощена полностью; в 2000-х годах она была одним из крупнейших в мире производителей мобильных телефонов, в частности для Motorola. В 2015 году были куплены права на продажу телевизоров под брендом Toshiba. В 2016 году был продан завод телевизоров во Вроцлаве (Польша), его купила турецкая фирма Vestel (он был куплен у Toshiba в 2013 году).
В 2023 году началось строительство завода во вьетнамской провинции Тхайбинь.

## Деятельность
Compal Electronics является производителем компьютерной техники, а именно ноутбуков, планшетных компьютеров, моноблоков, смартфонов, «умных» часов, дисплеев, автомобильной электроники, серверов и прочей продукции. На компанию приходится 20 % мирового производства ноутбуков, она занимает второе место в мире после Quanta Computer. Также является крупным производителем 5G-модулей.
Производственные мощности компании находятся в Тайване (Таоюань) и КНР (Куньшань, Нанкин, Чэнду и Чунцин). На заводах компании осуществляется монтаж печатных плат, сборка, тестирование и упаковка готовой продукции. Заказчиками Compal являются такие компании, как Apple, Acer, Lenovo, Dell, Toshiba, HP Inc. и Fujitsu.
Выручка компании за 2022 год составила 1,07 трлн новых тайваньских долларов (34,9 млрд долларов США), её распределение по регионам: Америка — 47 % (США — 41 %), Азия — 27 % (КНР — 12 %), Европа — 22 % (Нидерланды — 6 %), другие регионы — 4 %.